# Royaume de Galam
Pour les articles homonymes, voir Galam.
VIIIe siècle – XIXe siècle
Entités suivantes :
- Colonie du Sénégal

Le royaume de Galam est un ancien royaume soninké de la vallée du fleuve Sénégal situé sur les deux rives de la Falémé aux confins des actuels Sénégal et Mali. Il est borné au nord par le Fouta, à l'est par le Bambouk, au sud et à l'ouest par le Boundou. Il finit aux chutes du Félou. 
Le royaume est dirigé par le groupe dynastique des Bathily, sans interruption pendant près d'un millénaire (VIIIe siècle-XIXe siècle).

## Histoire
Le terme Galam vient du wolof et signifie or, probablement en rapport à la richesse minière du royaume dont l'économie tournait autour de l'orfèvrerie.
Le royaume du Galam a été fondé par le peuple des Soninkés qui se sont installés dans la région près des royaumes wolofs environnant. Le royaume fut créé pacifiquement sans lutte avec les indigènes.
Ces Soninkés portaient le nom de famille Bathily qui a constitué la dynastie régnante pendant près d'un millénaire (VIIIe siècle-XIXe siècle), sous la forme d'une monarchie héréditaire : le plus proche parent du côté des femmes succède au roi défunt.
Le roi du Galam portait le titre de Bour ngalam (qui signifie roi en wolof). Le royaume vivait du commerce. Le Galam était l'un des royaumes qui pratiquaient le plus le commerce d'or. Il exploitait l'or à travers les mines d'or de la Falémé, mais vivait aussi de l'agriculture.
Le Galam fut un vassal de l'empire du Djolof et du Tekrour et dut souvent se battre contre le royaume bambara du Kaarta.
Au XIXe siècle le Galam allait connaître une longue période d'anarchie qui allait le conduire à sa perte au moment de la colonisation française. À l'origine les colons français installés au Galam payaient tribut au tounka. Mais dans la famille régnante des Bathily la façon dont les colons  payaient le tounka, notamment pour traverser le fleuve Sénégal qui traverse le Galam, a commencé à attiser des conflits, ce qui amena la guerre civile au Galam. Après la guerre, le Galam fut partagé en deux : l'État du Goye dont le chef résidait à Tuabo, et l'État du Kaméra résidait à Makhana dominé par les fils du chef, du nom de Bathily du Samba yacine. L'État du Goye, plus proche du Fouta-Toro, prit parti pour la guerre sainte que menait le Toucouleur El Hadj Omar Tall au Soudan occidental, tandis que l'État du Kaméra prit parti pour le royaume bambara du Kaarta. Le royaume étant complètement divisé, les colons en profiteront pour annexer le royaume du Galam à la fin du XIXe siècle.

## Population

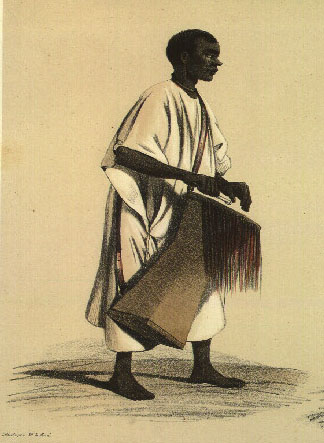
Un griot du Galam (planche de 1846)

Le royaume a toujours été musulman, mais de façon très superficielle. Seule la noblesse était islamisée, le reste de la population était demeurée païenne, mais par la suite tout le royaume fut islamisé, avec El Hadj Omar .
Diverses ethnies habitaient le Galam.
Au Galam la population était très concentrée sur les abords du fleuve Sénégal. La ville de Bakel est située sur l'ancien royaume du Galam.

## Le fort Saint-Joseph de Galam (1698-1789)

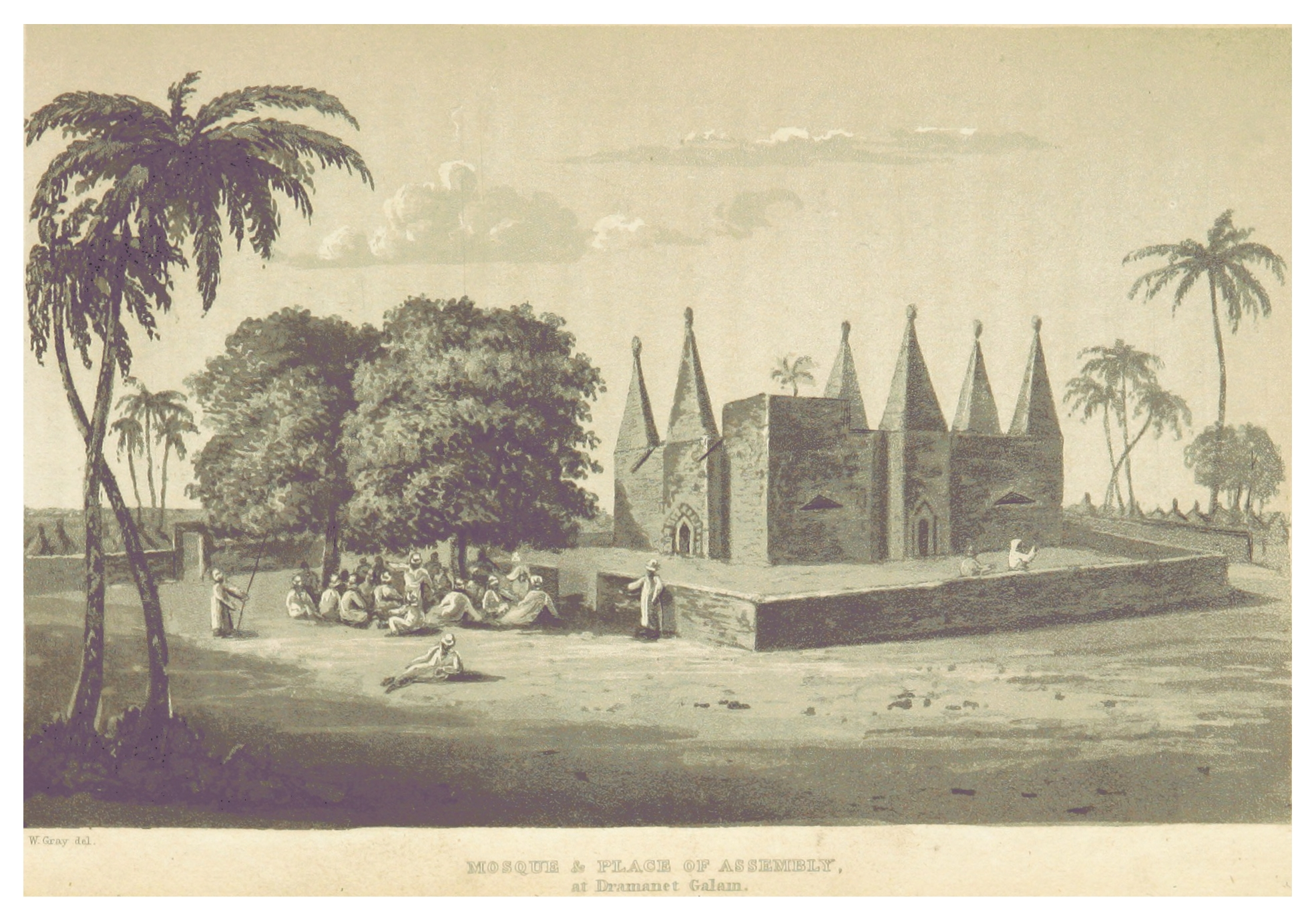
Fort Saint Joseph de Galam (1825)

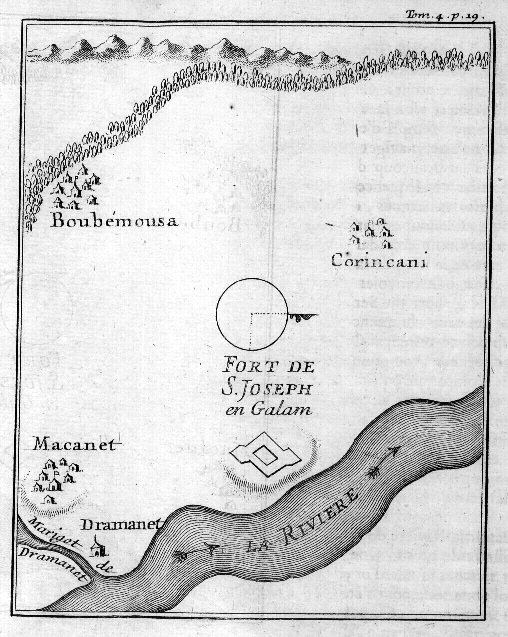
Emplacement du fort à proximité de la rivière (in Nouvelle relation de l'Afrique occidentale de Jean-Baptiste Labat, 1728)

Le fort Saint-Joseph de Galam a été bâti une première fois en 1698, par M. de la Brue, explorateur et commissaire au bord du fleuve Sénégal, dans une région aux habitants réputés paisibles. Même si André Charles de Lajaille les verra « perfides et cruels ».
Le fleuve en crue l'a emporté en 1701. Le deuxième fort Saint-Joseph est construit sur une petite élévation, mais en décembre 1702, les employés de la compagnie doivent se sauver de nuit sur des embarcations, en faisant sauter les munitions et en brûlant les marchandises, pourchassés par les noirs.
Un troisième fort est construit à nouveau par La Brue en 1714. En 1722, le commissaire est tué et « les paisibles Serracollets » attaquent les autres employés. Il est alors envisagé d’en bâtir un autre sur une île. Le fort est abandonné à nouveau jusqu'en 1730.
Un chirurgien du fort est massacré par les noirs (1736). Ayuba Suleiman Diallo est enfermé au fort. Il sera libéré en 1736 grâce à la mobilisation des marabouts de Dramanet et du Boundou. Onze ans après, David, directeur-général de la compagnie du Sénégal fait construire une maison pour le futur commandant et restaurer le fort. La Brue revient. Après lui un certain Aussenac réussit à gouverner jusqu'en 1758. Mais, le gouverneur anglais chargé de le remplacer meurt des fièvres rapidement.

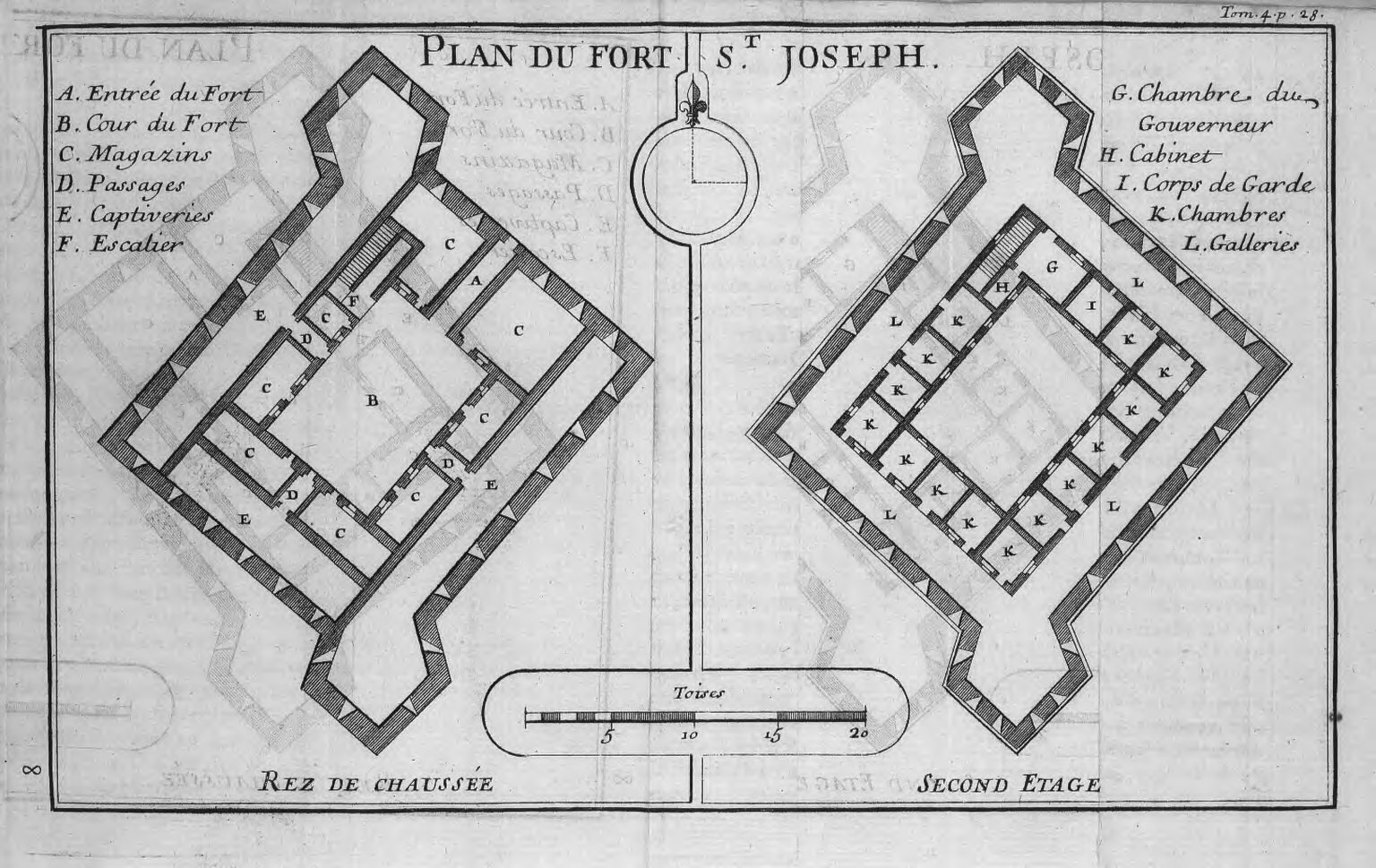
Le plan du fort

Le fort est inoccupé jusqu'en 1786 et l'arrivée de Rubault. Sa mort rapide et les actions de vandalisme contre le fort et la maison du Gouverneur les rendent indéfendable et inhabitable. Un courrier de Rubaud à Durand, l'ancien directeur de la Compagnie au Sénégal, écrit quelques mois avant l'attaque et le saccage précise que « le fort est entièrement détruit, la maison que j'occupe est mauvaise. Il faut réédifier l'un et réparer l'autre ». Les habitants pendant huit jours recherchent la dépouille du « malheureux prédécesseur » de Rubaud.

## Tentative d'établissement d'un protectorat dès1787

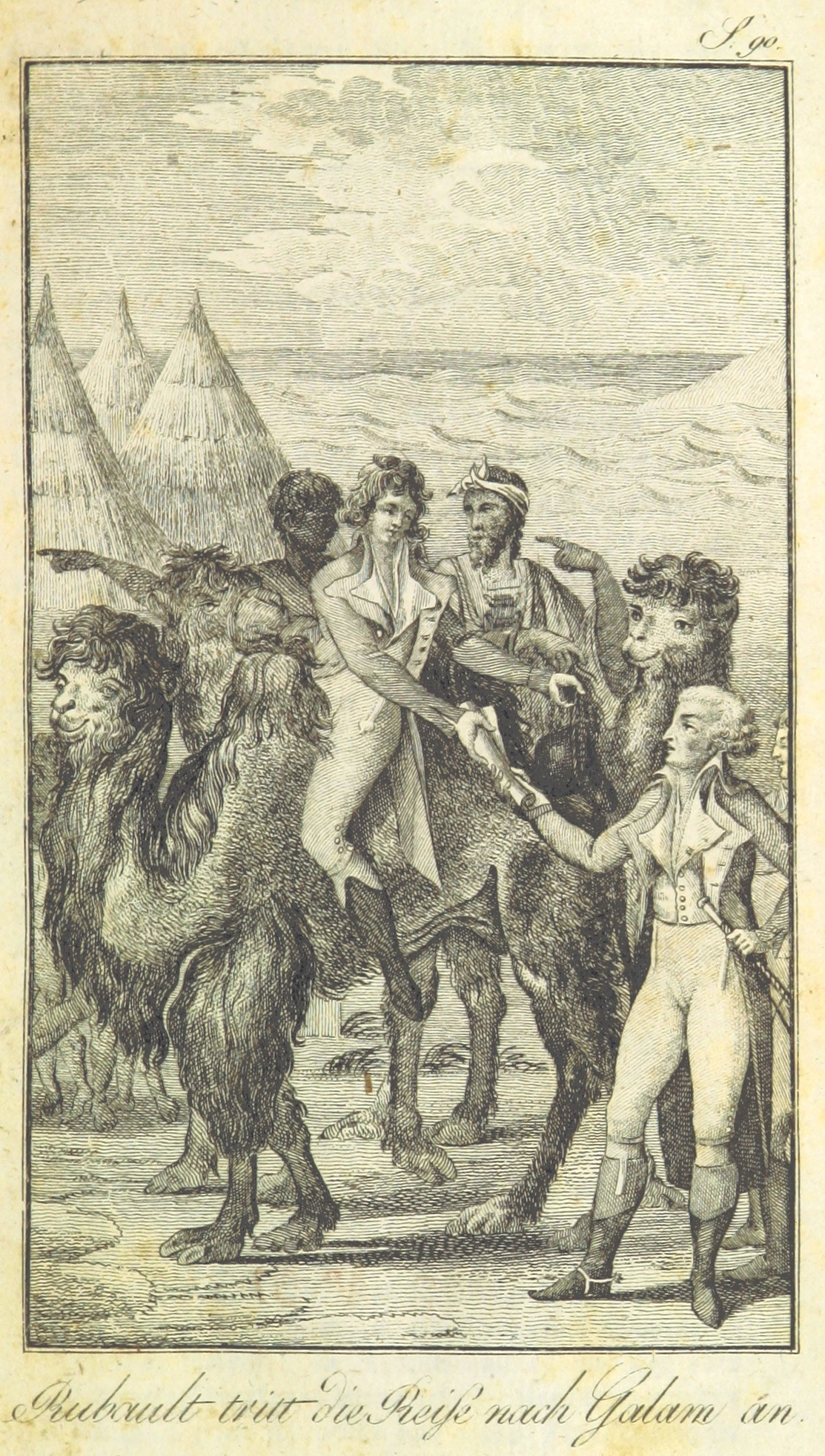
Benoît de Rambaud (1787)

En 1787, l'idée de la Compagnie du Sénégal est de redévelopper l'activité du fort Saint-Joseph ce comptoir commercial au Galam, pour mieux organiser la traite des nègres et celle de la gomme, « les deux objets principaux qui forment le commerce du Sénégal », le nouveau commandant de la troupe du Sénégal, doit aussi établir une sorte de protectorat sur le royaume de Galam. Le but est de créer une base d'où partiraient des expéditions vers le centre de l'Afrique. La région 70 milles après Galam est inconnue des Européens et les cartes de la région du fort de Podor à celui de Galam bien incomplètes. Goldbéry, par exemple, parle de 240 lieues au lieu de 350 dans la réalité pour aller de Saint-Louis à Galam. Le but est aussi de pacifier les Maures et faire des princes noirs des royaumes voisins des alliés de la France. La compagnie lui demande au gouverneur  d’exploiter en grand les mines du pays de Bambouk. Mais elle ne donne pas à Rambaud les moyens pour réaliser ses objectifs. En 1787, ce commandant de la troupe du Sénégal, mari d'Agathe de Rambaud, et les Français qui l'accompagnent meurent sur le fleuve ou à l'hôpital de Saint-Louis en allant au fort Saint-Joseph de Galam.

## XIXesiècle
Le fort St Joseph du Galam est devenu la localité de Makhana toubaboukane au Mali. D'après son histoire le jeune Silma Ali Bathily a quitté le village de Makhalagaré pour s'installer à proximité du fort Saint-Joseph , après le départ de la compagnie sénégalaise. Par la suite que le village va devenir toubaboukane qui signifie la maison des blancs en soninké en référence au Fort Saint-Joseph.
Au début du XIXe siècle, l'autorité du chef élu le tonka n'est plus reconnue, deux groupements antagonistes se forment, le Goye ou Bas-Galam à l'ouest de la Falémé, sous la protection des Bambaras, le Kaméra ou Haut-Galam avec l'aide du Royaume de Boundou.